# Matoller d'Anjouan
El matoller d'Anjouan (Nesillas longicaudata) és una espècie d'ocell de la família dels acrocefàlids (Acrocephalidae).

## Hàbitat i distribució
Habita la malesa dels boscos de l'illa d'Anjouan, a les Comores.

## Taxonomia
Alguns autors tracten aquesta espècie com una subespècie del matoller de Madagascar: Nesillas typica longicaudata.